# 广顺街道
广顺街道，是中华人民共和国重庆市荣昌区下辖的一个乡镇级行政单位。

## 行政区划
广顺街道下辖以下地区：
东路社区、西一路社区、西二路社区、曾家山社区、桐梓湾社区、滴水岩社区、工农茶叶产业社区、蒙梓桥社区、天常村、沿河村、高瓷村、李家坪村、大冲村和柳坝村。